# Сліпий траст
Сліпи́й траст (англ. blind trust) — це траст, в якому довірені особи, а саме опікуни або ті, хто отримав довіреність, мають повну свободу дій щодо активів, а одержувачі вигод не мають ніякої інформації про активи трасту і не мають права втручатися у роботу довірених осіб. Сліпі трасти як правило використовуються тоді, коли засновник бажає, щоб бенефіціари не знали про конкретні активи трасту, наприклад, щоб уникнути конфлікту інтересів між бенефіціаром та інвестиціями.
Політики або інші особи, для яких це важливо, часто передають свої особисті активи (в тому числі інвестиційного доходу) у керування сліпим трастам, щоб уникнути уваги та звинувачень у конфлікті інтересів, коли вони спрямовують державні кошти у приватний сектор. Сліпі трасти часто використовуються також тими, хто протягом короткого періоду часу отримав великі кошти (наприклад, спадщину або багатомільйонний виграш у лотерею) з метою тримати свою особу анонімною.

## Фінансування партій у Великій Британії
У Великій Британії, коли Лейбористська партія була в опозиції у 1992-97 роках, лідери опозиції отримували фінансування від сліпих трастів. Вони влаштували таким чином фінансування своєї кампанії на загальних виборах 1997 року від багатих прихильників, частина імен яких стала відомою і частина з яких отримала довічне перство і членство у Палаті лордів після того, як лейбористи виграли вибори. Звіт комітету під головуванням Патріка Ніла 1998 року визнав використання сліпих трастів таким способом «несумісним з принципами відкритості та підзвітності» і рекомендував, щоб такі фонди було «заборонено як механізм фінансування політичних партій, партійних лідерів або їхніх офісів, членів парламенту або кандидатів». Це було включено до документу «Політичні партії, вибори та референдуми: Акт 2000» (англ. «Political Parties, Elections and Referendums Act 2000») як розділ 57 «повернення внесків, де жертводавця неможливо встановити».